# Rhaphiomidas forficatus
Rhaphiomidas forficatus är en tvåvingeart som beskrevs av Mont A. Cazier 1985. Rhaphiomidas forficatus ingår i släktet Rhaphiomidas och familjen Mydidae. Inga underarter finns listade i Catalogue of Life.